# Чихар, Аттила
А́ттила Га́бор Чи́хар (венг. Csihar Attila Gábor; род. 29 марта 1971 года, Будапешт), также известный под псевдонимом Void — венгерский блэк-метал вокалист, наиболее известный по своей работе в альбоме De Mysteriis Dom Sathanas (1994) норвежской группы Mayhem.

## Биография
Его карьера началась в 1985 году в венгерской метал-группе Tormentor, получившей в блэк-металлических кругах культовый статус после записи их первого альбома Anno Domini (1988). В 1992 году Аттила Чихар был приглашён на роль сессионного вокалиста для альбома De Mysteriis Dom Sathanas блэк-метал группы Mayhem после того, как их бывший вокалист Dead покончил с собой. Когда Аттила впервые присоединился к Mayhem, он был шокирован использованием свиных голов и мёртвых животных во время их выступлений на сцене. Чихар, сказав в одном из интервью журналу Revolver, что является вегетарианцем, признался: «Я был в абсолютном шоке. В голове родились мысли о том, что я даже и не знал уже, хочу ли я это делать». Несмотря на то, что некоторые фанаты считали вокал Аттилы неуместным, альбом стал одним из самых важных в истории направления. В Mayhem он был единственным участником группы нескандинавского происхождения.
После Mayhem Чихар продолжил работать в нескольких экспериментальных проектах, таких как Plasma Pool (дарк-эмбиент), Aborym (кибернетический блэк-метал) и Korog. 
В 2004 он записал вокальные партии на санскрите в песнях «Decay2 (Nihil’s Maw)» и «Decay (The Symptoms of Kali Yuga)» в альбоме White2 американской дроун/дум-метал-группы Sunn O))), став неофициальным участником группы. В дальнейшем он принял участие в записи ещё пяти их альбомов, включая Monoliths & Dimensions (2009), и даже выступал с Sunn O))) в их европейских турах. Некоторое время он также работал с группой Keep Of Kalessin.
Позже Чихар оставил Aborym, чтобы снова присоединиться к Mayhem после того, как их покинул их вокалист Maniac. Последней записью Чихара для Aborym был ведущий вокал на треке «Man Bites God» в альбоме Generator. Тогда же Аттила плотнее занялся работой в дроун-направлениях, присоединившись к Грегу Андерсону и Орену Амбарчи в их новом проекте Burial Chamber Trio. Этот проект записал два релиза, выпущенных на лейбле Southern Lord Records, и сыграл небольшое количество концертов.
Аттила Чихар разведён, имеет двоих детей. Имеет инженерно-техническое образование. Ныне проживает в Будапеште.

## Дискография
Tormentor
- The Seventh Day Of Doom (1987)
- Anno Domini (1988)
- Recipe Ferrum! (1999)

Mayhem
- De Mysteriis Dom Sathanas (1994)
- Ordo Ad Chao («Order to Chaos», 2007)
- Esoteric Warfare (2014)
- Daemon (2019)
- Atavistic Black Disorder/Kommando (EP, 2021)

Plasma Pool
- I (album) (1991—1994)
- Drowning II (1991—1993)

Aborym
- Kali Yuga Bizarre (1998, приглашённый вокалист)
- Fire Walk with Us! (2000)
- With No Human Intervention (2003)
- Generator — (приглашённый вокалист, песня «Man Bites God», 2006)

Sunn O)))
- White2 (2004)
- Oracle (2007)
- Dømkirke (2008)
- Monoliths & Dimensions (2009)
- Terrestrials (2014)
- Kannon (2015)

Другое
- Limbonic Art: приглашённый вокалист для песни «From the Shades of Hatred» в альбоме «Ultimate Death Worship» (2002)
- Korog: Korog (2001)
- The Beast of Attila Csihar (2003, сборник)
- Anaal Nathrakh: When Fire Rains Down from the Sky, Mankind Will Reap As It Has Sown — (приглашённый вокалист, песня «Atavism», 2003)
- Keep Of Kalessin: Reclaim (2003)
- Emperor: Scattered Ashes — (приглашённый вокалист, кавер-версия на песню Mayhem «Funeral Fog», 2003)
- Finnugor: приглашённый вокалист на видео Cosmic Nest of Decay (2003)
- Sear Bliss: Glory and Perdition — (дополнительный вокалист, песня «Birth of Eternity and Shores of Death», 2003)
- Anaal Nathrakh: Eschaton (приглашённый вокалист, песня «Regression to the Mean», 2006)
- Astarte: Demonized — приглашённый вокалист в песне «Lycon» (2007)
- Burial Chamber Trio: Burial Chamber Trio — Vocals (2007)
- Grave Temple: The Holy Down (2007)
- YcosaHateRon: La Nuit (приглашённый вокалист, 2007)
- Stephen O'Malley & Аттила Чихар — 6°Fskyquake (2008)
- Grave Temple: Ambient/Ruin (2008)
- Jarboe: Mahakali (приглашённый вокалист, песня «The Soul Continues», 2008)
- Death of Desire: ANTIhuman (2010) — приглашённый вокалист, 1 песня[1]
- DivahaR: Divarise (2014) — приглашённый вокалист (песня Blindness). Divahar — блэк-метал группа из Армении, состоящая из девушек.
- Belphegor: Conjuring the Dead (2014) — приглашённый вокалист, песня «Legions of Destruction»